# Dreiband-Europameisterschaft 2004

Logo CEB (ausrichtender Verband)

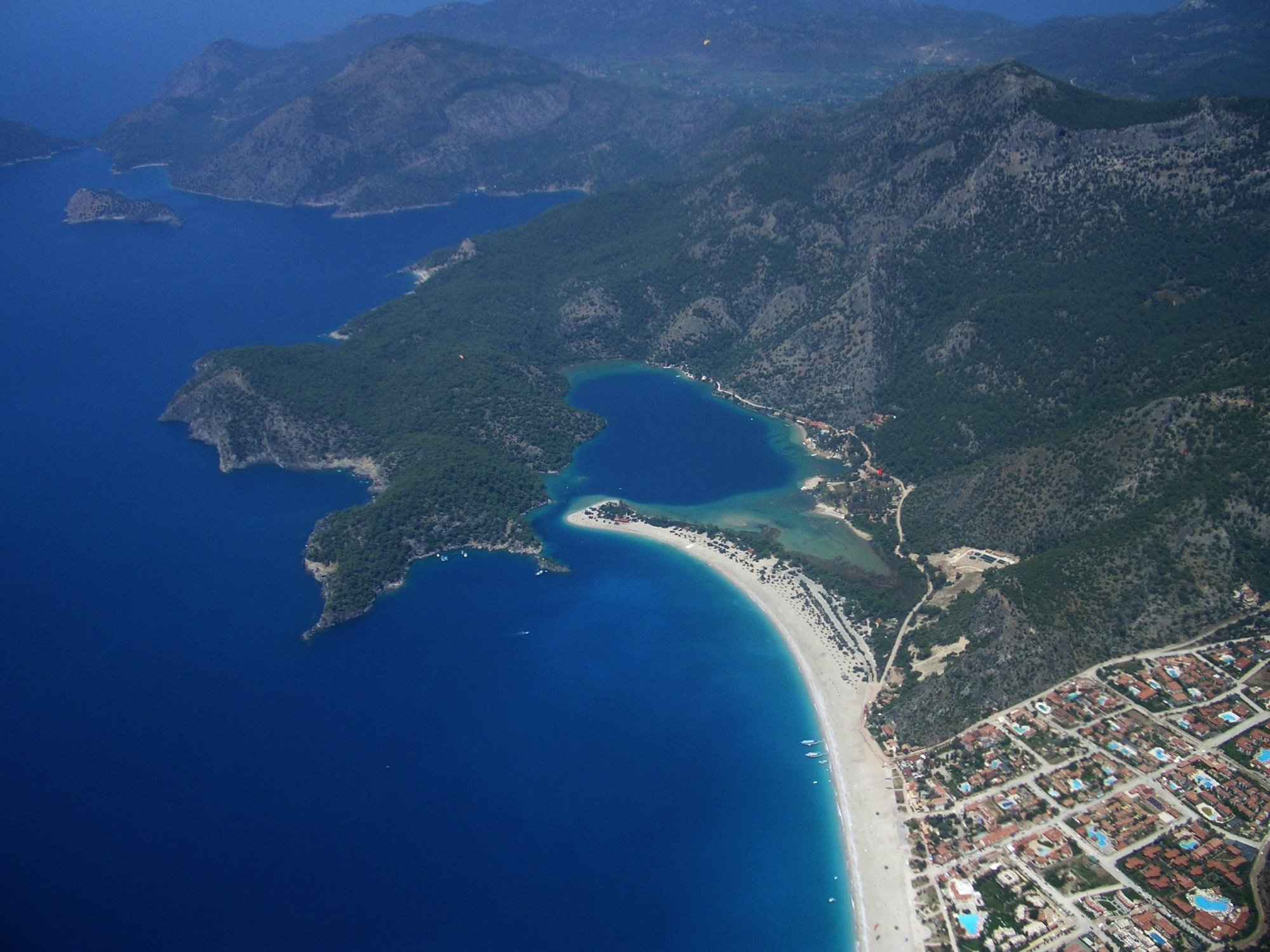
Veranstaltungsort: Ölüdeniz (Luftaufnahme)

Die Dreiband-Europameisterschaft 2004 war das 61. Turnier in dieser Disziplin des Karambolagebillards und fand vom 29. April bis zum 2. Mai 2004 in Ölüdeniz statt. Erstmals in der 72-jährigen Geschichte der Dreiband-EM fand zum dritten Mal in Folge eine EM im gleichen Land statt.

## Geschichte
Mit Murat Naci Çoklu hatte die Europameisterschaft seit langem wieder mal einen Überraschungssieger. Als Favorit galt vor dem Turnier der Spieler des Jahres Semih Saygıner. Dieser wurde aber im Viertelfinale von seinem Landsmann und späteren Sieger Çoklu besiegt. Im Viertelfinale waren von acht Akteuren die Hälfte Türken. In der Breite hat sich die Türkei damit an die Spitze Europas katapultiert. Aus deutscher Sicht war das Turnier auch ein großer Erfolg. Martin Horn gewann nach 1998 zum zweiten Mal die Silbermedaille. Mit einem GD von 1,424 wurde Jens Eggers Dritter in seiner Vorrundengruppe und konnte sich nicht für die K.-o.-Runde qualifizieren. Gesamt reichten die Ergebnisse nicht an die Rekordeuropameisterschaft des Vorjahres heran.

## Modus
Gespielt wurde das Turnier mit 32 Teilnehmern. In den Gruppenspielen wurde auf zwei Gewinnsätze à 15 Points gespielt. Ab dem Achtelfinale ging es um drei Gewinnsätze pro Spiel. Platz drei wurde nicht mehr ausgespielt.

## Gruppenphase
| MP    | Match Points (Sieger = 2; Unentschieden = 1; Verlierer = 0) |
| Pkte. | Erzielte Karambolagen                                       |
| Aufn. | Benötigte Versuche                                          |
| GD    | Generaldurchschnitt                                         |
| BED   | Bester Einzeldurchschnitt eines Spielers                    |
| HS    | Höchstserie                                                 |
|       | Bester GD des Turniers                                      |
|       | Bester ED des Turniers                                      |
|       | Beste HS des Turniers                                       |
|       | 1. Platz (Gold)                                             |
|       | 2. Platz (Silber)                                           |
|       | 3. Platz (Bronze)                                           |

| Abschlusstabelle Gruppe A | Abschlusstabelle Gruppe A | Abschlusstabelle Gruppe A | Abschlusstabelle Gruppe A | Abschlusstabelle Gruppe A | Abschlusstabelle Gruppe A | Abschlusstabelle Gruppe A | Abschlusstabelle Gruppe A | Abschlusstabelle Gruppe A |
| Platz                     | Name                      | MP                        | SV                        | Pkt.                      | Aufn.                     | GD                        | BED                       | HS                        |
| ------------------------- | ------------------------- | ------------------------- | ------------------------- | ------------------------- | ------------------------- | ------------------------- | ------------------------- | ------------------------- |
| 1                         | Dick Jaspers              | 4                         | 5:4                       | 113                       | 71                        | 1,591                     | 1,583                     | 8                         |
| 2                         | Adnan Yüksel              | 4                         | 4:3                       | 98                        | 66                        | 1,484                     | 1,952                     | 10                        |
| 3                         | Jérémy Bury               | 2                         | 4:4                       | 97                        | 82                        | 1,182                     | 1,482                     | 6                         |
| 4                         | Rui Manuel Costa          | 2                         | 3:5                       | 76                        | 83                        | 0,915                     | 1,228                     | 7                         |

| Abschlusstabelle Gruppe B | Abschlusstabelle Gruppe B | Abschlusstabelle Gruppe B | Abschlusstabelle Gruppe B | Abschlusstabelle Gruppe B | Abschlusstabelle Gruppe B | Abschlusstabelle Gruppe B | Abschlusstabelle Gruppe B | Abschlusstabelle Gruppe B |
| Platz                     | Name                      | MP                        | SV                        | Pkt.                      | Aufn.                     | GD                        | BED                       | HS                        |
| ------------------------- | ------------------------- | ------------------------- | ------------------------- | ------------------------- | ------------------------- | ------------------------- | ------------------------- | ------------------------- |
| 1                         | Torbjörn Blomdahl         | 6                         | 6:1                       | 98                        | 57                        | 1,719                     | 5,000                     | 14                        |
| 2                         | Nikos Polychronopoulos    | 2                         | 4:4                       | 103                       | 77                        | 1,337                     | 1,304                     | 10                        |
| 3                         | Muharrem Peker            | 2                         | 3:5                       | 96                        | 98                        | 0,979                     | 1,051                     | 8                         |
| 4                         | Eddy Leppens              | 2                         | 2:5                       | 61                        | 53                        | 1,150                     | 1,576                     | 6                         |

| Abschlusstabelle Gruppe C | Abschlusstabelle Gruppe C | Abschlusstabelle Gruppe C | Abschlusstabelle Gruppe C | Abschlusstabelle Gruppe C | Abschlusstabelle Gruppe C | Abschlusstabelle Gruppe C | Abschlusstabelle Gruppe C | Abschlusstabelle Gruppe C |
| Platz                     | Name                      | MP                        | SV                        | Pkt.                      | Aufn.                     | GD                        | BED                       | HS                        |
| ------------------------- | ------------------------- | ------------------------- | ------------------------- | ------------------------- | ------------------------- | ------------------------- | ------------------------- | ------------------------- |
| 1                         | Ihab El Messery           | 4                         | 5:3                       | 100                       | 106                       | 0,943                     | 1,428                     | 8                         |
| 2                         | Frédéric Caudron          | 4                         | 4:3                       | 76                        | 50                        | 1,520                     | 2,309                     | 9                         |
| 3                         | Gerhard Kostistansky      | 4                         | 4:3                       | 83                        | 74                        | 1,121                     | 1,428                     | 6                         |
| 4                         | George Sakkas             | 0                         | 2:6                       | 79                        | 81                        | 0,975                     | –                         | 10                        |

| Abschlusstabelle Gruppe D | Abschlusstabelle Gruppe D | Abschlusstabelle Gruppe D | Abschlusstabelle Gruppe D | Abschlusstabelle Gruppe D | Abschlusstabelle Gruppe D | Abschlusstabelle Gruppe D | Abschlusstabelle Gruppe D | Abschlusstabelle Gruppe D |
| Platz                     | Name                      | MP                        | SV                        | Pkt.                      | Aufn.                     | GD                        | BED                       | HS                        |
| ------------------------- | ------------------------- | ------------------------- | ------------------------- | ------------------------- | ------------------------- | ------------------------- | ------------------------- | ------------------------- |
| 1                         | Semih Saygıner            | 4                         | 4:3                       | 88                        | 55                        | 1,760                     | 3,000                     | 8                         |
| 2                         | Jorge Theriaga            | 4                         | 4:3                       | 86                        | 69                        | 1,246                     | 1,500                     | 7                         |
| 3                         | Jens Eggers               | 2                         | 4:5                       | 104                       | 73                        | 1,424                     | 1,423                     | 8                         |
| 4                         | Frans van Kuijk           | 2                         | 3:4                       | 77                        | 57                        | 1,350                     | 1,304                     | 7                         |

| Abschlusstabelle Gruppe E | Abschlusstabelle Gruppe E | Abschlusstabelle Gruppe E | Abschlusstabelle Gruppe E | Abschlusstabelle Gruppe E | Abschlusstabelle Gruppe E | Abschlusstabelle Gruppe E | Abschlusstabelle Gruppe E | Abschlusstabelle Gruppe E |
| Platz                     | Name                      | MP                        | SV                        | Pkt.                      | Aufn.                     | GD                        | BED                       | HS                        |
| ------------------------- | ------------------------- | ------------------------- | ------------------------- | ------------------------- | ------------------------- | ------------------------- | ------------------------- | ------------------------- |
| 1                         | Marco Zanetti             | 6                         | 6:1                       | 100                       | 62                        | 1,612                     | 2,727                     | 8                         |
| 2                         | Raimond Burgman           | 4                         | 4:3                       | 81                        | 65                        | 1,246                     | 1,517                     | 8                         |
| 3                         | Burhan Genc               | 2                         | 3:5                       | 88                        | 97                        | 0,907                     | 1,176                     | 6                         |
| 4                         | Tonny Carlsen             | 0                         | 2:6                       | 85                        | 73                        | 1,164                     | –                         | 7                         |

| Abschlusstabelle Gruppe F | Abschlusstabelle Gruppe F | Abschlusstabelle Gruppe F | Abschlusstabelle Gruppe F | Abschlusstabelle Gruppe F | Abschlusstabelle Gruppe F | Abschlusstabelle Gruppe F | Abschlusstabelle Gruppe F | Abschlusstabelle Gruppe F |
| Platz                     | Name                      | MP                        | SV                        | Pkt.                      | Aufn.                     | GD                        | BED                       | HS                        |
| ------------------------- | ------------------------- | ------------------------- | ------------------------- | ------------------------- | ------------------------- | ------------------------- | ------------------------- | ------------------------- |
| 1                         | Tayfun Taşdemir           | 4                         | 5:2                       | 102                       | 69                        | 1,478                     | 1,666                     | 7                         |
| 2                         | Martin Horn               | 4                         | 4:3                       | 98                        | 71                        | 1,380                     | 1,500                     | 10                        |
| 3                         | Ivo Gazdos                | 2                         | 3:5                       | 89                        | 98                        | 0,908                     | 1,300                     | 5                         |
| 4                         | Sergio Jiménez            | 2                         | 3:5                       | 84                        | 103                       | 0,815                     | 0,680                     | 6                         |

| Abschlusstabelle Gruppe G | Abschlusstabelle Gruppe G | Abschlusstabelle Gruppe G | Abschlusstabelle Gruppe G | Abschlusstabelle Gruppe G | Abschlusstabelle Gruppe G | Abschlusstabelle Gruppe G | Abschlusstabelle Gruppe G | Abschlusstabelle Gruppe G |
| Platz                     | Name                      | MP                        | SV                        | Pkt.                      | Aufn.                     | GD                        | BED                       | HS                        |
| ------------------------- | ------------------------- | ------------------------- | ------------------------- | ------------------------- | ------------------------- | ------------------------- | ------------------------- | ------------------------- |
| 1                         | Daniel Sánchez            | 6                         | 6:1                       | 101                       | 75                        | 1,346                     | 2,142                     | 7                         |
| 2                         | Filipos Kasidokostas      | 4                         | 4:2                       | 73                        | 50                        | 1,460                     | 3,333                     | 9                         |
| 3                         | Mats Noren                | 2                         | 3:4                       | 73                        | 74                        | 0,986                     | 1,250                     | 8                         |
| 4                         | Jan Niederlander          | 0                         | 0:6                       | 25                        | 59                        | 0,423                     | –                         | 3                         |

| Abschlusstabelle Gruppe H | Abschlusstabelle Gruppe H | Abschlusstabelle Gruppe H | Abschlusstabelle Gruppe H | Abschlusstabelle Gruppe H | Abschlusstabelle Gruppe H | Abschlusstabelle Gruppe H | Abschlusstabelle Gruppe H | Abschlusstabelle Gruppe H |
| Platz                     | Name                      | MP                        | SV                        | Pkt.                      | Aufn.                     | GD                        | BED                       | HS                        |
| ------------------------- | ------------------------- | ------------------------- | ------------------------- | ------------------------- | ------------------------- | ------------------------- | ------------------------- | ------------------------- |
| 1                         | Eddy Merckx               | 4                         | 4:2                       | 80                        | 61                        | 1,311                     | 2,307                     | 9                         |
| 2                         | Murat Naci Çoklu          | 4                         | 4:4                       | 97                        | 80                        | 1,212                     | 1,272                     | 11                        |
| 3                         | Brian Knudsen             | 2                         | 4:4                       | 97                        | 83                        | 1,168                     | 1,500                     | 8                         |
| 4                         | Jacob Haack-Sørensen      | 2                         | 3:5                       | 93                        | 89                        | 1,044                     | 1,103                     | 5                         |

## Finalrunde
Im Folgenden ist der Turnierbaum der Finalrunde aufgelistet. Legende: SP/Pkte/Aufn/HS

|  | Achtelfinale           | Achtelfinale |                   |                  | Viertelfinale     | Viertelfinale |  |  | Halbfinale | Halbfinale |  |  | Finale | Finale |
|  |                        |              |                   |                  |                   |               |  |  |            |            |  |  |        |        |
|  |                        |              |                   |                  |                   |               |  |  |            |            |  |  |        |        |
|  | Dick Jaspers           | 3/45/25/7    |                   |                  |                   |               |  |  |            |            |  |  |        |        |
|  | Filipos Kasidokostas   | 1/44/24/11   |                   |                  |                   |               |  |  |            |            |  |  |        |        |
|  | Filipos Kasidokostas   | 1/44/24/11   | Dick Jaspers      | 1/40/15/12       |                   |               |  |  |            |            |  |  |        |        |
|  |                        |              | Dick Jaspers      | 1/40/15/12       |                   |               |  |  |            |            |  |  |        |        |
|  |                        |              |                   |                  | Torbjörn Blomdahl | 3/47/16/8     |  |  |            |            |  |  |        |        |
|  | Torbjörn Blomdahl      | 3/45/24/10   |                   |                  | Torbjörn Blomdahl | 3/47/16/8     |  |  |            |            |  |  |        |        |
|  | Torbjörn Blomdahl      | 3/45/24/10   |                   |                  |                   |               |  |  |            |            |  |  |        |        |
|  | Nikos Polychronopoulos | 0/23/22/5    |                   |                  |                   |               |  |  |            |            |  |  |        |        |
|  | Nikos Polychronopoulos | 0/23/22/5    | Torbjörn Blomdahl | 1/42/42/6        |                   |               |  |  |            |            |  |  |        |        |
|  |                        |              | Torbjörn Blomdahl | 1/42/42/6        |                   |               |  |  |            |            |  |  |        |        |
|  |                        |              |                   | Martin Horn      | 3/57/43/11        |               |  |  |            |            |  |  |        |        |
|  | Tayfun Taşdemir        | 3/45/17/10   |                   | Martin Horn      | 3/57/43/11        |               |  |  |            |            |  |  |        |        |
|  | Tayfun Taşdemir        | 3/45/17/10   |                   |                  |                   |               |  |  |            |            |  |  |        |        |
|  | Raimond Burgman        | 0/19/16/5    |                   |                  |                   |               |  |  |            |            |  |  |        |        |
|  | Raimond Burgman        | 0/19/16/5    | Tayfun Taşdemir   | 1/55/33/10       |                   |               |  |  |            |            |  |  |        |        |
|  |                        |              | Tayfun Taşdemir   | 1/55/33/10       |                   |               |  |  |            |            |  |  |        |        |
|  |                        |              |                   |                  | Martin Horn       | 3/55/34/5     |  |  |            |            |  |  |        |        |
|  | Martin Horn            | 3/68/48/9    |                   |                  | Martin Horn       | 3/55/34/5     |  |  |            |            |  |  |        |        |
|  | Martin Horn            | 3/68/48/9    |                   |                  |                   |               |  |  |            |            |  |  |        |        |
|  | Eddy Merckx            | 2/56/48/8    |                   |                  |                   |               |  |  |            |            |  |  |        |        |
|  | Eddy Merckx            | 2/56/48/8    | Martin Horn       | 1/29/30/12       |                   |               |  |  |            |            |  |  |        |        |
|  |                        |              | Martin Horn       | 1/29/30/12       |                   |               |  |  |            |            |  |  |        |        |
|  |                        |              |                   | Murat Naci Çoklu | 3/49/31/5         |               |  |  |            |            |  |  |        |        |
|  | Daniel Sánchez         | 3/53/25/7    |                   | Murat Naci Çoklu | 3/49/31/5         |               |  |  |            |            |  |  |        |        |
|  | Daniel Sánchez         | 3/53/25/7    |                   |                  |                   |               |  |  |            |            |  |  |        |        |
|  | Jorge Theriaga         | 1/30/24/8    |                   |                  |                   |               |  |  |            |            |  |  |        |        |
|  | Jorge Theriaga         | 1/30/24/8    | Daniel Sánchez    | 3/57/39/7        |                   |               |  |  |            |            |  |  |        |        |
|  |                        |              | Daniel Sánchez    | 3/57/39/7        |                   |               |  |  |            |            |  |  |        |        |
|  |                        |              |                   |                  | Adnan Yüksel      | 1/41/38/4     |  |  |            |            |  |  |        |        |
|  | Adnan Yüksel           | 3/45/20/9    |                   |                  | Adnan Yüksel      | 1/41/38/4     |  |  |            |            |  |  |        |        |
|  | Adnan Yüksel           | 3/45/20/9    |                   |                  |                   |               |  |  |            |            |  |  |        |        |
|  | Ihab El Messery        | 0/14/18/4    |                   |                  |                   |               |  |  |            |            |  |  |        |        |
|  | Ihab El Messery        | 0/14/18/4    | Daniel Sánchez    | 1/28/21/7        |                   |               |  |  |            |            |  |  |        |        |
|  |                        |              | Daniel Sánchez    | 1/28/21/7        |                   |               |  |  |            |            |  |  |        |        |
|  |                        |              |                   | Murat Naci Çoklu | 3/57/22/13        |               |  |  |            |            |  |  |        |        |
|  | Semih Saygıner         | 3/65/49/5    |                   | Murat Naci Çoklu | 3/57/22/13        |               |  |  |            |            |  |  |        |        |
|  | Semih Saygıner         | 3/65/49/5    |                   |                  |                   |               |  |  |            |            |  |  |        |        |
|  | Frédéric Caudron       | 2/52/48/6    |                   |                  |                   |               |  |  |            |            |  |  |        |        |
|  | Frédéric Caudron       | 2/52/48/6    | Semih Saygıner    | 0/25/27/4        |                   |               |  |  |            |            |  |  |        |        |
|  |                        |              | Semih Saygıner    | 0/25/27/4        |                   |               |  |  |            |            |  |  |        |        |
|  |                        |              |                   |                  | Murat Naci Çoklu  | 3/45/29/7     |  |  |            |            |  |  |        |        |
|  | Murat Naci Çoklu       | 3/56/22/8    |                   |                  | Murat Naci Çoklu  | 3/45/29/7     |  |  |            |            |  |  |        |        |
|  | Murat Naci Çoklu       | 3/56/22/8    |                   |                  |                   |               |  |  |            |            |  |  |        |        |
|  | Marco Zanetti          | 2/53/22/9    |                   |                  |                   |               |  |  |            |            |  |  |        |        |

## Abschlusstabelle
| Endklassement   | Endklassement | Endklassement          | Endklassement | Endklassement | Endklassement | Endklassement | Endklassement | Endklassement | Endklassement | Endklassement |
| Phase           | Platz         | Name                   | MP            | SV            | Pkt.          | Aufn.         | GD            | BED           | BSD           | HS            |
| --------------- | ------------- | ---------------------- | ------------- | ------------- | ------------- | ------------- | ------------- | ------------- | ------------- | ------------- |
| Finale          | 1             | Murat Naci Çoklu       | 12:2          | 16:8          | 304           | 184           | 1,652         | 2,590         | 7,500         | 13            |
| Finale          | 2             | Martin Horn            | 10:4          | 14:10         | 307           | 226           | 1,358         | 1,617         | 3,750         | 12            |
| Halb- finale    | 3             | Torbjörn Blomdahl      | 10:2          | 13:5          | 232           | 139           | 1,669         | 5,000         | 7,500         | 14            |
| Halb- finale    | 3             | Daniel Sánchez         | 10:2          | 13:6          | 239           | 160           | 1,493         | 2,142         | 3,000         | 7             |
| Viertel- finale | 5             | Tayfun Taşdemir        | 6:4           | 9:5           | 202           | 119           | 1,697         | 2,647         | 3,000         | 10            |
| Viertel- finale | 6             | Adnan Yüksel           | 6:4           | 8:6           | 184           | 124           | 1,483         | 2,250         | 5,000         | 10            |
| Viertel- finale | 7             | Dick Jaspers           | 6:4           | 9:8           | 198           | 111           | 1,783         | 1,800         | 3,750         | 12            |
| Viertel- finale | 8             | Semih Saygıner         | 6:4           | 7:8           | 178           | 126           | 1,412         | 3,000         | 3,000         | 8             |
| Achtel- finale  | 9             | Marco Zanetti          | 6:2           | 8:4           | 153           | 84            | 1,821         | 2,727         | 5,000         | 9             |
| Achtel- finale  | 10            | Eddy Merckx            | 4:4           | 6:5           | 136           | 109           | 1,247         | 2,307         | 5,000         | 9             |
| Achtel- finale  | 11            | Filipos Kasidokostas   | 4:4           | 5:5           | 117           | 74            | 1,581         | 3,333         | 3,750         | 11            |
| Achtel- finale  | 12            | Frédéric Caudron       | 4:4           | 6:6           | 128           | 98            | 1,306         | 2,307         | 2,500         | 9             |
| Achtel- finale  | 13            | Jorge Theriaga         | 4:4           | 5:6           | 116           | 93            | 1,247         | 1,500         | 2,142         | 7             |
| Achtel- finale  | 14            | Ihab El Messery        | 4:4           | 5:6           | 114           | 124           | 0,919         | 1,428         | 3,750         | 8             |
| Achtel- finale  | 15            | Raimond Burgman        | 4:4           | 4:6           | 100           | 81            | 1,234         | 1,517         | 2,500         | 8             |
| Achtel- finale  | 16            | Nikos Polychronopoulos | 2:6           | 4:7           | 126           | 99            | 1,272         | 1,304         | 5,000         | 10            |
| Gruppen- phase  | 17            | Gerhard Kostistansky   | 4:2           | 4:3           | 83            | 74            | 1,121         | 1,428         | 1,500         | 6             |
| Gruppen- phase  | 18            | Jérémy Bury            | 2:4           | 4:4           | 97            | 82            | 1,182         | 1,428         | 1,875         | 6             |
| Gruppen- phase  | 19            | Brian Knudsen          | 2:4           | 4:4           | 97            | 83            | 1,168         | 1,500         | 2,500         | 8             |
| Gruppen- phase  | 20            | Jens Eggers            | 2:4           | 4:5           | 104           | 73            | 1,424         | 1,423         | 2,500         | 8             |
| Gruppen- phase  | 21            | Mats Noren             | 2:4           | 3:4           | 73            | 74            | 0,986         | 1,250         | 1,363         | 8             |
| Gruppen- phase  | 22            | Muharrem Peker         | 2:4           | 3:5           | 96            | 98            | 0,979         | 1,051         | 2,142         | 8             |
| Gruppen- phase  | 23            | Ivo Gazdos             | 2:4           | 3:5           | 89            | 98            | 0,908         | 1,300         | 1,500         | 5             |
| Gruppen- phase  | 24            | Burhan Genc            | 2:4           | 3:5           | 88            | 97            | 0,907         | 1,176         | 1,666         | 6             |
| Gruppen- phase  | 25            | Frans van Kuijk        | 2:4           | 3:4           | 77            | 57            | 1,350         | 1,304         | 1,500         | 7             |
| Gruppen- phase  | 26            | Jacob Haack-Sørensen   | 2:4           | 3:5           | 93            | 89            | 1,044         | 1,103         | 1,666         | 5             |
| Gruppen- phase  | 27            | Rui Manuel Costa       | 2:4           | 3:5           | 76            | 85            | 0,894         | 1,228         | 1,363         | 7             |
| Gruppen- phase  | 28            | Sergio Jiménez         | 2:4           | 3:5           | 84            | 103           | 0,815         | 0,680         | 1,363         | 6             |
| Gruppen- phase  | 29            | Eddy Leppens           | 2:4           | 2:5           | 61            | 53            | 1,150         | 1,576         | 3,000         | 6             |
| Gruppen- phase  | 30            | Tonny Carlsen          | 0:6           | 2:6           | 85            | 73            | 1,164         | –             | 1,250         | 7             |
| Gruppen- phase  | 31            | George Sakkas          | 0:6           | 2:6           | 79            | 81            | 0,975         | –             | 5,000         | 10            |
| Gruppen- phase  | 32            | Jan Niederlander       | 0:6           | 0:6           | 25            | 59            | 0,423         | –             | –             | 3             |